# مانويل مونيوث (راكب الكنو)
مانويل مونيوث (بالإسبانية: Manuel Muñoz Arestoy)‏ هو راكب الكنو إسباني، ولد في 4 مارس 1980 في ولبة في إسبانيا.